# منتخب قبرص لكرة القدم
منتخب قبرص الوطني لكرة القدم (باليونانية: Εθνική ομάδα ποδοσφαίρου της Κύπρου)‏ هو الممثل الرسمي لجزيرة قبرص في منافسات كرة القدم. يخضع المنتخب لإدارة الإتحاد القبرصي لكرة القدم الذي يدير شؤون كرة القدم في البلاد. لم يسبق للمنتخب أن تأهل إلى كأس العالم أو بطولة أمم أوروبا.

## وصلات خارجية
- قائمة بيانات المنتخب من الموقع الرسمي للفيفا باللغة العربية

1. ↑  "The FIFA/Coca-Cola World Ranking". FIFA. 18 يوليو 2024. اطلع عليه بتاريخ 2024-07-18.